# Bazilika Sant'Apollinare Nuovo
Bazilika Sant'Apollinare Nuovo je bazilika in cerkev v Raveni v Italiji. Postavil jo je ostrogotski kralj Teoderik Veliki kot svojo palačno kapelo ok. leta 500 (kot je izpričano v Liber pontificalis Ecclesiae Ravennatis). Ta arijanska cerkev je bila prvotno posvečena leta 504 Kristusu Odrešeniku.
Ponovno je bila posvečena leta 561 pod vladavino bizantinskega cesarja Justinijana I., pod novim imenom Sanctus Martinus in Coelo Aureo (Sveti Martin v zlatih nebesih). Ker so zatrli arijansko cerkev, so cerkev posvetili svetemu Martinu iz Toursa, sovražniku arijanstva. Po legendi je papež Gregor I. Veliki ukazal, da se mozaiki v cerkvi počrnijo, saj je njihov zlati sij odvračal vernike od molitev. Bazilika je bila ponovno preimenovana leta 856, ko so bile relikvije svetega Apolinarija prenesene iz stare bazilike Sant'Apollinare v predmestju Ravenne in nekdanjem pristanišču Classe zaradi grožnje pogostih napadov piratov iz Jadranskega morja.  
Njena apsida in atrij sta se v različnih obdobjih posodabljala, začenši v 6. stoletju z uničenjem mozaikov, katerih tematika je bila preveč odkrito arijanska ali ki so izražali kraljevo slavo, a mozaiki stranskih sten, štiriindvajset stebrov s poenostavljenimi korintskimi kapiteli in ambon sta ohranjena. Na nekaterih stebrih so vidne podobe rok in dlani, ki so deli figur, ki so nekoč predstavljale moleče Gote in Teoderikov dvor, izbrisane v bizantinskih časih. Prenove (in predelave) je sredi 19. stoletja na mozaikih opravil Felice Kibel. Sedanja apsida je rekonstrukcija po poškodah med prvo svetovno vojno.

## Arhitektura in okras
Na zgornjem pasu leve stranske stene je 13 majhnih mozaikov, ki prikazujejo Jezusove čudeže in prispodobe; na desni steni pa je 13 mozaikov, ki prikazujejo pasijon in vstajenje. Vendar pa primanjkuje bičanje in križanje. Opisujejo dele Svetega pisma, ki so jih v postnem času pod vladavino Teoderika Velikega naglas brali v cerkvi. Na levi strani je Jezus vedno upodobljen kot mlad, golobrad moški, oblečen kot rimski cesar. Na desni je Jezus upodobljen z brado. Za arijance je to poudarilo, da je Jezus postal starejši in postal »človek žalosti«, kot je govoril prerok Izaija. Ti mozaiki so ločeni z okrasnimi mozaičnimi ploščami, ki prikazujejo nišo v obliki školjke s tapiserijo, križem in dvema goloboma. Te mozaike sta izvedla vsaj dva umetnika.
Naslednja vrsta mozaikov je shema svetnikov, prerokov in evangelistov z nimbi, šestnajst na vsaki strani. Figure so izvedene v helenistično-rimski tradiciji in kažejo določeno individualnost izraza v primerjavi z drugimi figurami v baziliki. Vsak upodobljeni posameznik drži knjigo v obliki zvitka ali kodeksa in tako kot mnoge druge figure po baziliki ima vsaka njihova obleka oznako ali simbol. Ti mozaiki se izmenjujejo z okni. Usmrčeni so bili v času Teoderika.
V spodnji vrsti so veliki mozaiki v bizantinskem slogu, brez vsakršne individualnosti, ki imajo vsi enake izraze. Ti so bili usmrčeni približno 50 let po času škofa Agnela (umrl 570), ko je cerkev že postala pravoslavna cerkev. Na levi strani je procesija 22 Devic bizantinskega obdobja, ki jo vodijo Trije kralji, ki se premikajo od mesta Classe proti skupini Madone z otrokom, obkroženi s štirimi angeli. (Kralji v tem mozaiku so poimenovani Baltazar, Melhior in Gašper; to naj bi bil najzgodnejši primer teh treh imen, ki so bila dodeljena Svetim trem kraljem v krščanski umetnosti.) Na desni je podobna procesija 26 mučenikov, ki jih vodi sv. Martin, vključno s svetim Apolinarijem, ki se premika iz Teoderikove palače proti skupini, ki predstavlja Kristusa, ustoličenega med štirimi angeli. Ta spodnji pas, ki vsebuje shematski prikaz Teoderikove palače na desni steni in pristanišča Classe s tremi ladjami na levi steni, nam daje določeno predstavo o arhitekturi Ravene v času Teoderika. V drugem delu cerkve je grob mozaik s portretom cesarja Justinijana.

Pred vhodom v cerkev je marmorni portik, zgrajen v 16. stoletju. Ob cerkvi na desni strani portika stoji okrogel zvonik iz 9. ali 10. stoletja.
Ko je UNESCO cerkev vpisal na seznam svetovne dediščine, so njegovi strokovnjaki poudarili, da »tako zunanjost kot notranjost bazilike grafično prikazujeta zlitje med zahodnim in vzhodnim slogom, značilnim za konec 5. do začetka 6. stoletja. To je ena izmed najpomembnejših stavb iz obdobja ključnega kulturnega pomena v evropski verski umetnosti«.
Nekateri umetnostni zgodovinarji trdijo, da eden od mozaikov vsebuje prvo upodobitev Satana v zahodni umetnosti. V mozaiku se na levi strani Jezusa za tremi kozli (omenjeno v pripovedi sv. Mateja o sodnem dnevu) pojavi modri angel.

## Galerija
- Mozaik prikazuje starodavno pristanišče Ravene v Classeju
- Pogled steno glavne ladje z mozaikom svetnikov.
- Trije modreci ali kraji, ki nosijo hlače in frigijske kape kot znak svojega orientalskega izvora.
- Mozaik prikazuje cesarja Justinijana in verjetno prekriva podobo graditelja cerkve kralja Teoderika
- Ustoličeni Kristus s štirimi angeli.
- Mozaik s podobo Teoderikove palače